# Brigitte Büscher

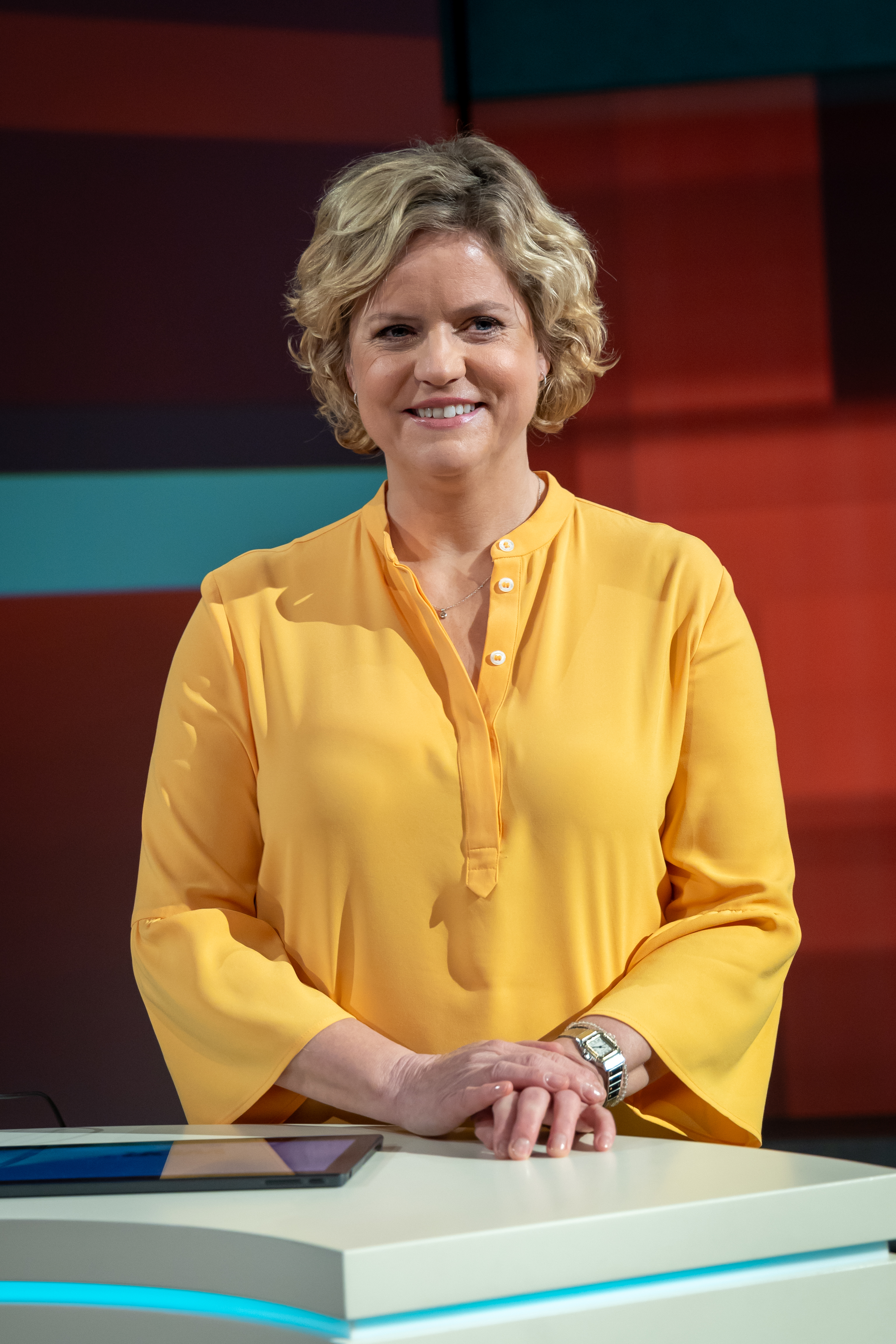
Brigitte Büscher (2023)

Brigitte Büscher (* 1967 in Gütersloh) ist eine deutsche Fernsehjournalistin und Moderatorin.

## Leben und Tätigkeit
Brigitte Büscher studierte in Bielefeld und besuchte die Henri-Nannen-Schule in Hamburg. Erste journalistische Schritte unternahm sie als freie Mitarbeiterin für die Neue Westfälische.
Im Jahr 1995 kam sie als freie Journalistin zum Westdeutschen Rundfunk, von 2001 bis 2023 war sie „Zuschaueranwältin“ bei hart aber fair, einer Polittalkshow auf Das Erste. Büscher nahm dort die Zuschauermeinungen zu Themen der Sendung entgegen und präsentierte sie gegen Schluss dieser Sendung. Außerdem war sie als Reporterin für die Sendung unterwegs. Frank Plasberg, langjähriger Moderator von hart aber fair, übergab die Sendung nach 22 Jahren Ende 2022 an den Journalisten Louis Klamroth; Brigitte Büscher blieb noch ein Jahr im Team der Sendung und war weiterhin als Reporterin und Zuschaueranwältin im Einsatz. Am 11. Dezember 2023 war sie letztmals bei hart aber fair zu sehen.
Für den WDR ist Büscher als Autorin längerer Doku-Formate im Einsatz. So hat sie mehrere Monate den CDU-Politiker Wolfgang Bosbach bis zu dessen Abschied aus der Berliner Politik begleitet. Der Film Wolfgang Bosbach – Vom Loslassen eines Gefesselten thematisiert die Schwierigkeit des Loslassens von der Politik und bezieht den Blick von Familie und Freunden mit ein.
Als Autorin beschäftigt sich Brigitte Büscher mit gesellschaftlichen Fragen. In der Doku Das Experiment – Wie will ich im Alter leben? geht eine Familie auf Experimentreise: Sie erfährt, wie das Leben in einem Mehrgenerationenhaus sein kann, erprobt ein ausländisches Pflegeheim und hinterfragt eigene Meinungen in Sachen Pflege. In der gleichen Doku-Reihe beschäftigt sich Büscher mit der Frage, ob und wie wir mit Robotern zusammen leben wollen. Auch die Doku Die Roboter-WG ist Teil der WDR-Reihe Das Experiment.
Im WDR-Format Heimatflimmern setzt sich Brigitte Büscher mit der Camping-Leidenschaft der Deutschen auseinander. Der Film Campingboom in NRW – Von der Knutschkugel bis zum Luxuscaravan zeigt große und kleine Campingplätze im Westen unterwegs und erzählt mit Hilfe von Archivaufnahmen von der langen Tradition dieser Urlaubsform. Weitere Folgen für Heimatflimmern: Als der Wald in Flammen stand, eine Reportage über die Herausforderung des Klimawandels für die Feuerwehren; Mode, Models und Geschäfte, eine Dokumentation über das Mode-Land NRW; Little Tokyo – Japan am Rhein, eine Dokumentation über die japanische Community in der NRW-Landeshauptstadt Düsseldorf.
Büscher ist verheiratet und Mutter zweier Töchter. Von 2011 bis Ende 2021 war sie  ehrenamtliches Mitglied und Sprecherin des Vorstands der Bürgerstiftung Gütersloh. Die Journalistin beendete ihren Einsatz mit der Gestaltung und Moderation eines besonderen Jubiläums: Zum 25-jährigen Bestehen von Deutschlands ältester Bürgerstiftung war Bundespräsident Frank-Walter Steinmeier zu Gast bei der Stiftung in Gütersloh.